# Luka Dončić
Luka Dončić (ur. 28 lutego 1999 w Lublanie) – słoweński koszykarz występujący na pozycji rozgrywającego, mistrz Europy 2017, obecnie zawodnik Los Angeles Lakers.
Jego ojciec Saša Dončić był także zawodowym koszykarzem, natomiast matka Mirjam Poterbin, modelką i tancerką. 
Trenuje od 16 roku życia w P3. 
21 czerwca 2018 został zawodnikiem Dallas Mavericks.
2 lutego 2025 ogłoszony został jego transfer do Los Angeles Lakers. 
Wytransferowanie Luki Doncicia do Los Angeles Lakers było wielkim zaskoczeniem, gdyż zdaniem ekspertów Słoweniec miał być w Dallas następcą Dirka Nowitzkiego. 
Dallas Mavericks pozbawieni Słoweńca, za którego do Dallas przywędrował Anthony Davis, stracili miano contendera.

## Osiągnięcia
Stan na 1 czerwca 2024, na podstawie, o ile nie zaznaczono inaczej.

### NBA
- MVP finałów Konferencji Zachodniej NBA (2024)[8]
- Debiutant roku NBA (2019)[9]
- Zaliczony do:
  - I składu:
    - NBA (2020[10], 2021[11], 2022[12], 2024[13])
    - debiutantów NBA (2019)[14]
- Uczestnik:
  - meczu gwiazd NBA (2020[15], 2021[16], 2022[17], 2023[18], 2024[19])
  - konkursu Skills Challenge (2019[20], 2021[21])
  - Rising Stars Challenge (2019[22], 2020[23])

### Klubowe
- Mistrz:
  - Euroligi (2018)
  - Hiszpanii:
    - 2015, 2016, 2018
    - U–18 (2015)
    - U–14 (2013)

  - turnieju Euroleague Basketball Next Generation (2015)
- Wicemistrz Hiszpanii (2017)
- 4. miejsce w Eurolidze (2017)
- Zdobywca pucharu:
  - Interkontynentalnego FIBA (2015)
  - Hiszpanii (2016, 2017)
- Finalista pucharu Hiszpanii (2018)

### Indywidualne
- Koszykarz roku Euroscar (2019)[24]
- MVP:
  - Euroligi (2018)
  - Final Four Euroligi (2018)
  - sezonu ligi hiszpańskiej (2018)
  - turnieju:
    - Euroleague Basketball Next Generation (2015)
    - NIJT (2014/2015)
    - U–16:
      - EA7 Emporio Armani (2013)
      - Villa de la Laguna (2013)
      - Budapeszt International (2013)

  - mistrzostw Hiszpanii:
    - U–18 (2015)
    - U–16 (2014)

  - miesiąca Euroligi (październik 2017)
  - kolejki:
    - Euroligi (17 – 2016/2017, 3, 4, 15, 29 – 2017/2018)
    - Ligi Endesa (11, 28 – 2016/2017)

  - spotkania play-off Euroligi (3, 4 – 2017/2018)
- Wschodząca Gwiazda Euroligi (2017, 2018)
- Najlepszy Młody Zawodnik Ligi Endesa (2017, 2018)
- Zaliczony do I składu:
  - Euroligi (2018)
  - Ligi Endesa (2018)
  - najlepszych młodych zawodników Ligi Endesa (2016–2018)
  - turnieju Ciutat De L’Hospitalet (NIJT – 2014/2015)
  - składu dekady Euroligi 2010–2020 (2020)[25]

### Reprezentacja
Drużynowe
- Mistrz Europy (2017)
- Uczestnik:
  - igrzysk olimpijskich (2020 – 4. miejsce)[26]
  - mistrzostw świata (2023 – 7. miejsce)[27]

Indywidualne
- Zaliczony do I składu:
  - mistrzostw świata (2023)[28]
  - igrzysk olimpijskich (2020)[29]
  - Eurobasketu (2017)
- Lider:
  - mistrzostw świata w średniej punktów (2023 – 27)[30]
  - igrzysk olimpijskich w asystach (2020 – 9,5)[31]

Młodzieżowe
- Uczestnik mistrzostw Europy U–16 dywizji B (2013 – 4. miejsce, 2014 – 6. miejsce)